# Hemitomes congestum
Hemitomes congestum är en ljungväxtart som beskrevs av Samuel Frederick Gray. Hemitomes congestum ingår i släktet Hemitomes och familjen ljungväxter. Inga underarter finns listade i Catalogue of Life.

## Bildgalleri

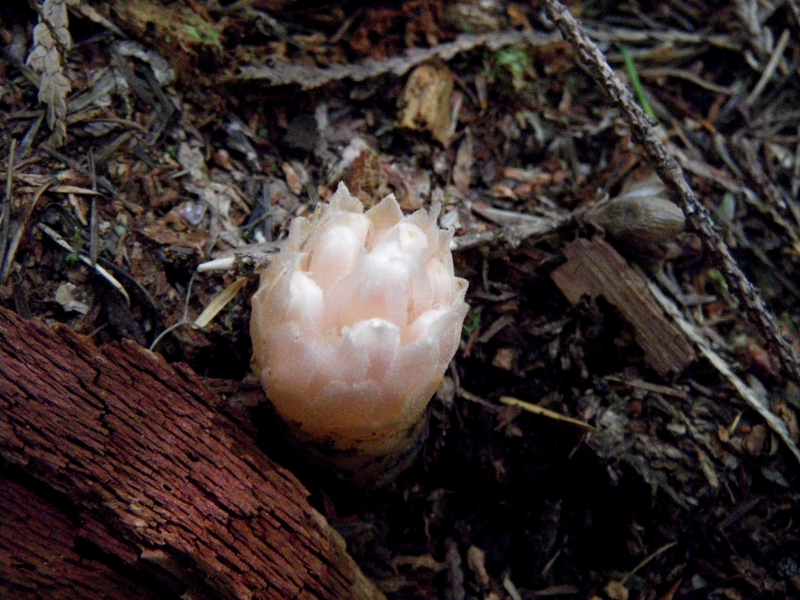